# Luther Head
Luther Dale Head (* 26. November 1982 in Chicago, Illinois) ist ein ehemaliger US-amerikanischer Basketballspieler. Der 1,91 Meter große Guard war unter anderem von 2005 bis 2011 in der National Basketball Association (NBA) aktiv.

## Highschool
Head besuchte die Manley Academy in Chicago, wo er bereits als Junior über 20 Punkte, 8 Assists und 7 Rebounds pro Spiel erzielte. Diese Leistungen führten zu mehreren Auszeichnungen innerhalb von Chicago und zum MVP-Titel der Blue Division in der Chicago Public League. Luther Head und sein Trainer Bo Delaney führten die Manley Academy zu einer 12:0-Siegesbilanz gegen Divisionpartner und zum Gewinn der Conference in der Blue-West Division. Manley beendete die Saison mit 26:7 Siegen, verlor dann aber gegen den Vizemeister des Staates Illinois – Chicago Westinghouse – im Viertelfinale. Während der Saison erzielte Head 10 Triple-Double und brach mit 25 Assists den Stadtrekord für Korbvorlagen in einem Spiel. Auch in den Playoffs zeigte er gute Leistungen. So erzielte er 26 Punkte und 15 Assists gegen Marshall in der ersten Playoff-Runde und erreichte ein Triple-Double in Runde 2 gegen Steinmetz.
Als Senior erzielte Head 22 Punkte, 8 Rebounds, 6 Assists und 5 Steals in der rauen und körperlich harten Red-West Division der Chicago Public League. Head wurde von mehreren Sportmagazinen ins All-State First Team gewählt und wurde All-Star. Er spielte hauptsächlich als Point Guard. Um seine Fähigkeiten aber auch auf anderen Gebieten zu verbessern, wurde er auch öfter als Shooting Guard eingesetzt. Luther Head wurde außerdem Sechster bei der Wahl zum Mr. Basketball im Staat Illinois. Manche College-Talentsucher sahen sein Seniorjahr auf der Highschool als Enttäuschung, weil manche seiner Statistiken im Vergleich zum Juniorjahr etwas gesunken sind. Trotzdem machte ihm die University of Illinois ein Angebot, bei ihr zu spielen. Head wurde damit der erste Spieler seit 1994 der Chicago Public League, der als Basketballer auf die Universität von Illinois durfte.

## College

### Freshman
Als Freshman auf der University of Illinois erhielt Luther Head eher wenig Spielzeit, da dem Trainer Bill Self mit Brian Cook, Frankie Williams und Sergio McClain talentierte Veteranen zur Verfügung standen. Als die Saison bereits fortgeschritten war, erhöhte sich seine Spielzeit aber. So startete er insgesamt 13 Spiele, unter anderem 11 der letzten 12. Insgesamt erzielte er 4,5 Punkte in 16,6 Minuten pro Spiel und traf dabei 51 % seiner Würfe. In seiner ersten Saison machte Head vor allem durch einen sicheren Wurf und durch eine sehr gute Verteidigung auf sich aufmerksam. Mit insgesamt 34 Steals war er der zweitbeste Balldieb im Team. Er zeigte das nötige Potenzial, um eine Offensivwaffe des Teams zu werden, bei seinen 19 Punkten in der ersten Runde des NCAA Division I Basketball Championship–Tournaments gegen die San Diego State University, wo er acht seiner elf Würfe, unter anderem drei Dreier, traf. Seine Saisonbestleistung von sechs Assists gegen die University of Kansas bewies, dass er auch gegen die besten College-Teams der Vereinigten Staaten mithalten kann.

### Sophomore
Eine Verletzung am Becken zwang Head dazu, ruhiger zu spielen und führte zum Verpassen von 7 Spielen. Jedoch startete er in seiner Sophomore-Saison trotzdem achtmal und stand etwas mehr als 20 Minuten pro Spiel auf dem Feld. Die Verpflichtung der beiden Point Guards Dee Brown und Deron Williams verhinderten, dass Head auf der Point Guard-Position starten durfte. Er wurde nun hauptsächlich als Shooting Guard oder sogar als Small Forward eingesetzt. Als seine Verletzung verheilte, verbesserte sich Luther Head spürbar. So traf er in den letzten 10 Spielen 58,5 % seiner Würfe aus dem Feld und 48 % seiner Dreierversuche in den letzten 11 Spielen. Mit 7,9 Punkten wurde Head noch viertbester Scorer des Teams. Über die Saison traf er dabei 42,4 % seiner Dreierversuche und 51,9 % seiner Feldwürfe. Damit bewies er, dass er ein kompetenter Scorer ist, falls man ihm genügend Minuten gibt. Außerdem scorte Head 9 Mal zweistellig, unter anderem fünfmal während des Big Ten Play. Im Big Ten Tournament-Sieg gegen Indiana scorte er seine Saisonbestleistung von 16 Punkten für Illinois. In diesem Spiel traf er 2 Dreipunktewürfe und insgesamt 5 seiner 6 Würfe. In Illinois’ drei Big Tournament Siegen erreichte Head einen Punkteschnitt von 9,6 und traf dabei 69,2 % seiner Wurfversuche.

### Junior
Luther Heads Junior-Jahr wurde durch viele Veränderungen gekennzeichnet. So verließ der Cheftrainer Illinois und übernahm die Kansas Jayhawks, während der Southern-Illinois-Cheftrainer Bruce Weber nun Heads neuer Trainer wurde. Weber machte Head zu einem Starter, was einen bedeutenden Spielzeitanstieg zur Folge hatte. Head wurde mit 11,0 Punkten viertbester Scorer des Teams. Dabei erreichte er in 20 von 29 Spielen über 8 Punkte und scorte 14 Mal zweistellig. Im Viertelfinale gegen die Indiana Hoosiers stellte er mit 29 Punkten eine neue Karrierebestleistung auf. Dabei traf er 4 Dreipunktewürfe und insgesamt 9 seiner 14 Versuche. Im Spiel gegen Purdue, welches der nächste Gegner von Illinois war, scorte er 19 Punkte und verteilte 8 Assists. Dabei machte er auch einen spielgewinnenden Rebound, der den Sieg letztendlich sicherte: Er passte den Teamkamerad Roger Powell für den Korbleger an. Dieser wurde jedoch geblockt und Head fing den Rebound und machte die 2 Punkte. Gegen die Iowa Hawkeyes erreichte Head mit 16 Punkten und einer Karrierebestleistung von 10 Rebounds ein Double-double. Im gesamten NCAA Tournament hatte Head im Schnitt 7,7 Punkte 5,5 Rebounds, wenn Illinois gewann. Wenn Head in der Starting Five stand hatte Illinois eine Bilanz von 21:3 Siegen.

### Senior
Head startete alle Spiele in der Saison und führte sein Team mit 15,9 Punkten (Ligafünfter) im Scoring an. Mit den guten Passern Dee Brown und Deron Williams an seiner Seite scorte Head im ganzen Jahr 622 Punkte. Damit ist er Fünfter im Ranking für die meisten Punkte in einem Jahr aller Universitäten. Head war der Scoring-Leader in 16 Spielen und punktete in 36 von 39 Spielen zweistellig, davon 12 mal mehr als 20 Punkte. Außerdem führte Head die Big Ten mit 116 Dreiern (3,0 pro Spiel) an und stellte damit einen neuen Rekord für Illinois auf. Dabei traf er 41 % seiner Dreierversuche und 46,3 % seiner Feldwürfe. Außerdem war er mit 78,8 % bester Freiwurfschütze im Team von Illinois und fünftbeser Balldieb und Passer der Big Ten mit 1,7 Steals bzw. 3,8 Assist pro Spiel. Seine Saisonbestleistung von 26 Punkten erreichte er zweimal – einmal gegen Wisconsin und einmal gegen Northwestern. Weiterhin traf er gegen die Oakland Golden Grizzlies und die Louisville Cardinals 6 Dreier, was auch eine persönliche Bestleistung darstellt. Gegen Iowa stellte er mit 6 Steals eine neue Karrierebestleistung auf, während er seine für Assists (9) gleich dreimal erreichte: gegen Oakland, die Gonzaga Bulldogs und die Valparaiso Crusaders.
Illinois stellte mit 37 Siegen in 39 Spielen den NCAA Division I Rekord ein und das Team war fast die gesamte Saison auf Platz 1 der Tabelle. Luther Head stellte dabei 4 neue Rekorde für Illinois auf: Spiele im NCAA Tournament (14), Punkte über die Karriere (162), Treffer aus dem Feld über die Karriere (59) und getroffene Dreier über die Karriere (32). Das Team erreichte zum ersten Mal das Finale, verlor dort aber gegen die North Carolina Tar Heels. Head vergab bei der Niederlage einen entscheidenden Dreipunktewurf und besiegelte Illinois’ Stellung als zweitbestes Team der NCAA.
Sein Senior-Jahr war alles in allem Heads bestes für die University of Illinois. So hatte er mehrere Erfolge zu verbuchen:
- Consensus Second-Team All-American
- Associated Press Second-Team All-American
- USBWA Second-Team All-American
- NABC Second-Team All-American
- College Insider.com All-American
- Sports Illustrated.com Honorable Mention All-American
- First-Team All-Big Ten Auswahl von den Trainern und der Medien
- Big Ten All-Tournament Team-Auswahl
- NCAA Chicago Regional All-Tournament Team honoree
- NCAA Final Four All-Tournament Team
- Wooden Award Finalist
- Oscar Robertson (USBWA) Player of the Year Finalist
- Adolph Rupp Award Finalist
- Midseason Naismith Award Kandidat
- USBWA All-District
- NABC First-Team All-District

Luther Head studierte Sportmanagement und bräuchte nach seiner Karriere nur ein Praktikum um den Bachelor zu erhalten.

## NBA

### Draft

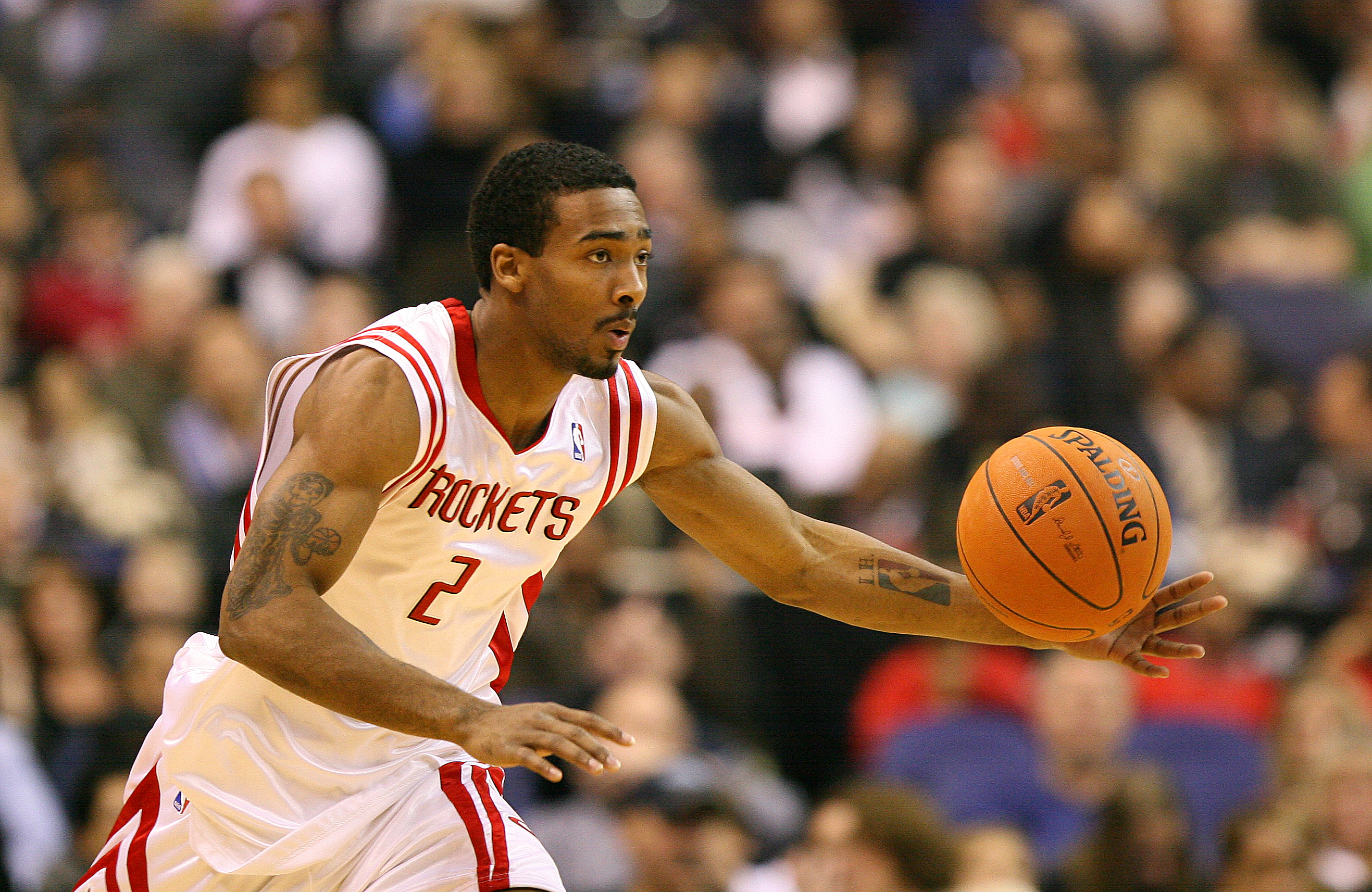
Luther Head spielte von 2005 bis 2009 für die Houston Rockets

Nach seinem starken Seniorjahr für Illinois galt Head automatisch als Wahlmöglichkeit im NBA Draft, zu dem er sich angemeldet hatte. Die meisten Analytiker prophezeiten anfangs, dass er Mitte der zweiten Runde gewählt wird, da er keine feste Position hat und im College Point Guard und Shooting Guard war. Die Talentsucher mochten seinen Wurf hatten jedoch Bedenken wegen der kleinen Körpergröße für einen Shooting Guard (rund 2 Meter sind Idealgröße) und dem Charakter. Da Head aber auch viele Vorzüge hatte, wollten die Teams ihn genauer unter die Lupe nehmen. So kam es, dass er zu sehr vielen Workouts eingeladen wurde. Diese bewiesen, dass er in der Lage ist effektiv als Point Guard zu spielen und verbesserten viele Scoutingberichte – so wurde er jetzt als Erste-Runde-Pick eingeschätzt.
Am Tag des Drafts wählten ihn die Houston Rockets an 24. Stelle der ersten Runde. Wenige Tage später wurde der Vertrag unterzeichnet und in der kommenden Saison spielte Head als Backup für den alternden David Wesley.

### Karriere
In seiner Debütsaison 2005/06 spielte Head 80 der 82 Spiele mit und startete 20 Mal. Er erreichte Statistiken von 8,8 Punkten, 3,3 Rebounds und 2,7 Assists pro Spiel in 28,9 Minuten. Head wurde ins NBA All-Rookie Second Team gewählt.

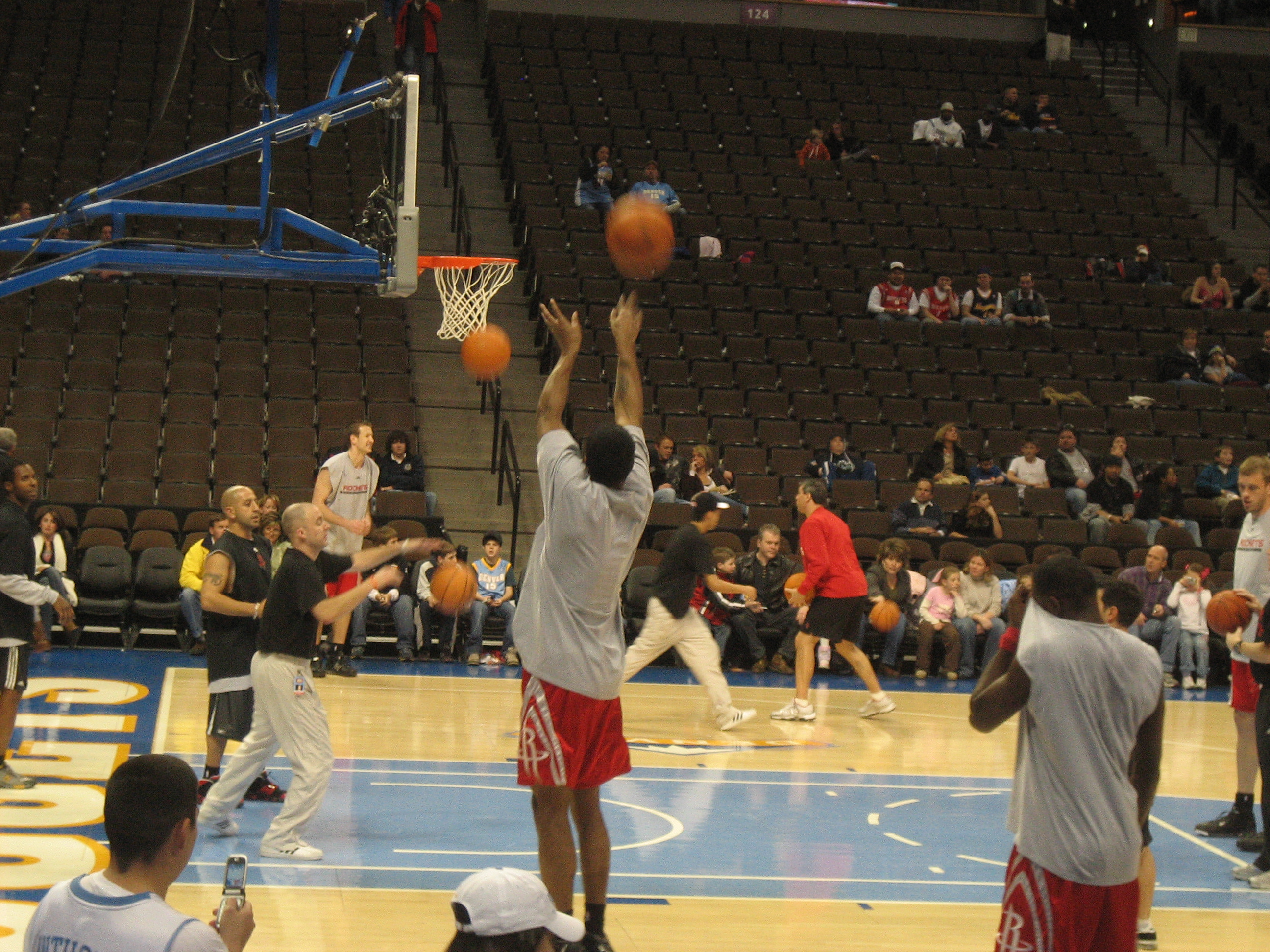
Luther Head beim Aufwärmen vor einem Auswärtsspiel gegen die Denver Nuggets

In seiner Sophomoresaison für Houston erreichte Luther Head einen Punkteschnitt von 10,9. Zudem traf er 44,1 % seiner Dreier, verteilte 2,4 Assists und holte 3,2 Rebounds. Mit 27,6 Minuten erhielt er weiterhin relativ viel Spielzeit. Er bewies, dass er ein wertvoller Reservespieler ist, besonders als Yao Ming und Tracy McGrady verletzt fehlten. So konnte er in 37 aufeinanderfolgenden Spielen mindestens einen Dreier treffen und etablierte sich als guter Dreierschütze in der NBA.
In seiner vierten und fünften Saison für die Rockets sank seine Spielzeit mit der Verpflichtung von Rafer Alston deutlich und damit auch alle anderen Statistiken, sodass Head nur noch eine Nebenspielerrolle ausfüllte. Am 28. Februar 2009 wurde Head von den Rockets entlassen. Jedoch unterschrieb er am 3. März mit den Miami Heat, die noch Verwendung als Guard-Backup für ihn haben. Kurz nach der Unterzeichnung brach sich Head aber die Hand, was das Saisonaus für 2008/2009 bedeutete.

### Bestleistungen
- 30 Punkte gegen die Golden State Warriors, 4. April 2007[8]
- 10 verwandelte Würfe (zweimal)[8]
- 7 getroffene Dreier gegen die Golden State Warriors, 4. April 2007[8]
- 7 getroffene Freiwürfe gegen die Memphis Grizzlies, 29. Februar 2008[8]
- 10 Rebounds gegen die Phoenix Suns, 23. November 2005[8]
- 11 Assists gegen die San Antonio Spurs, 22. Dezember 2006[8]
- 4 Steals (dreimal)[8]
- 2 Blocks (dreimal)[8]
- 48 gespielte Minuten gegen die Los Angeles Lakers, 15. Dezember 2006[8]